# Jellyvision
Jellyvision ist eine 1989 von Harry Gottlieb gegründete US-amerikanische Firma mit Sitz in Chicago (Illinois, USA), die sich auf möglichst real simulierte Gespräche mit einem Computer zu Werbe-, Unterhaltungs- oder Analysezwecken spezialisiert hat. In Deutschland ist sie besonders durch die Quizcomputerspielereihe You Don’t Know Jack bekannt.

## Geschichte
Jellyvision wurde 1989 unter dem Namen Learn Television gegründet, damals noch mit dem Ziel, Kinderfilme zu veröffentlichen. Als der Computer als Unterhaltungsmedium immer beliebter wurde, wendete sich Learn Television diesem zu und entwickelte That's A Fact, Jack®!, eine interaktive Gameshow, die sich an Grundschüler und Middle-School-Schüler richtete und Quizfragen zu zahlreichen Büchern enthielt.
Während der Entwicklung von That's A Fact, Jack®! schloss Learn Television eine Partnerschaft mit Berkeley Systems und begann, You Don’t Know Jack zu entwickeln. Gleichzeitig wurde der Firmenname in Burnt Jellyvision geändert, um den Wechsel des Zielpublikums zu reflektieren. Die Firma entschied sich jedoch schnell dafür, sich einfach nur Jellyvision zu nennen.
Es folgten hauptsächlich neue Titel für die You Don’t Know Jack-Reihe. Nach der Veröffentlichung des sechsten US-Teils, The Lost Gold, begann Jellyvision, interaktive Gespräche (mittels Flash) als Auftragsarbeit zu Marketingzwecken zu entwickeln. Dabei wird der Benutzer meist durch Texteinblendungen und eine Off-Stimme durch eine Reihe von Eingaben geleitet, die ihm beispielsweise (in einer Auftragsarbeit für Microsoft) bei der Auswahl eines neuen Laptops helfen sollen. Die Eingaben des Benutzers werden gespeichert und am Ende zu einer Liste von passenden Laptops verarbeitet.

## Teilung
Im Zeitraum von 2006 bis 2008 teilte sich Jellyvision in zwei Firmen auf: Jellyvision Games, heute zuständig für die Entwicklung von You Don’t Know Jack, und Jellyvision Lab, heute zuständig für die Entwicklung von neuen interaktiven Gesprächen. Beide Firmen teilen sich denselben Firmensitz in Chicago und ein Teil der Mitarbeiter des Jellyvision Lab arbeitet ebenfalls an You Don’t Know Jack.
Im Juni 2013 spaltete sich die Tochterfirma Jellyvision Games namentlich von seiner Mutterfirma ab und benannte sich in Jackbox Games um. Der Sitz befindet sich weiterhin in Chicago, und alle Projekte, die unter dem vorherigen Namen gestartet wurden, werden weiterhin fortgeführt.